# Zelnarica
Zelnarica je gora nad dolino Triglavskih jezer. Njen najvišji vrh, Velika Zelnarica, je visok 2320 mnm, južno od njega je Mala Zelnarica (2310 m). Vrhova sta del gorske verige, ki jo sestavljajo še Velika in Mala Tičarica ter Kopica in poteka v smeri sever-jug, od Hribaric proti Črnemu jezeru. 